# Five Finger Death Punch
Five Finger Death Punch (teils FFDP oder 5FDP abgekürzt) ist eine US-amerikanische Metal-Band aus Las Vegas, Nevada.
Der Name der Band bezieht sich auf den Martial-Arts-Film Zhao – Der Unbesiegbare (1972). Leadsänger Ivan Moody hält bei Live-Auftritten anstelle einer Faust oder der Mano cornuta seine Hände des Öfteren in einer Pose, die jene ausgedachte Kung-Fu-Geste andeuten soll.

## Geschichte
Five Finger Death Punch wurde im Jahr 2005 von Gitarrist Zoltán Báthory zusammen mit Schlagzeuger Jeremy Spencer gegründet. Sie holten Sänger Ivan Moody (ehemals Motograter / Ghost Machine / Black Blood Orchestra), Gitarristen Caleb Bingham sowie Bassist Matt Snell kurz darauf zu sich. Bingham wurde 2007 durch Darrell Roberts ersetzt, dieser 2009 wiederum durch Jason Hook. Im Jahr 2011 folgte die Trennung von Snell, der durch Chris Kael ersetzt wurde.
Ihr Debütalbum The Way of the Fist nahm die Gruppe 2006 mit Stevo „Shotgun“ Bruno und Mike Sarkisyan auf. Die Aufnahme wurde von Logan Mader (Machine Head / Soulfly) gemixt und geleitet. Im Juni wurde bekannt, dass die Band einen Vertrag mit „Firm Music“ unterzeichnet hat, welche zu „The Firm“ (Korn, Staind, Limp Bizkit) gehört. Das Debüt erschien am 31. Juli 2007.
Das zweite Album, War Is the Answer, wurde im September 2009 in den USA veröffentlicht. Die erste Auskopplung hieß Hard to See. Das Lied kann in Guitar Hero: Warriors of Rock gespielt werden. Die Single Walk Away wurde für das PPV Lockdown 2010 der Total Nonstop Action Wrestling genutzt.
Der Song Dying Breed wurde 2010 für den Soundtrack des Horror/Action-Videospiels Splatterhouse benutzt, „Hard to See“ Der Song „Far from Home“ ist in der Fernsehserie Criminal Minds in Staffel 6 Folge 10 zu hören.
Im Oktober 2011 erschien das dritte Album, American Capitalist.
Ende Juli 2013 erschien der erste Teil des vierten Albums, The Wrong Side of Heaven and the Righteous Side of Hell. Die zweite Hälfte wurde in Deutschland im November 2013 veröffentlicht.
Am 1. Mai 2015 kam es bei einem Konzert in Memphis, Tennessee zu einem heftigen Streit: Nachdem Sänger Ivan Moody sich über Jeremy Spencer lustig gemacht hatte, verließ die Band die Bühne. Nachdem Moody das Publikum alleine unterhielt, versuchte die Gruppe einige Male, das Konzert fortzusetzen. Nach dem endgültigen Abbruch kamen Trennungsgerüchte auf, die jedoch von FFDP zurückgewiesen wurden. Moody entschuldigte sich, und die Tour wurde fortgesetzt.
Am 12. Juni 2017 verließ Moody bei einem Konzert in Tilburg des Öfteren die Bühne, zwei Lieder mussten von Tommy Vext gesungen werden. Die Band gab daraufhin bekannt, dass die restliche Europatour mit Vext als Sänger bestritten werde.
Mitte Dezember 2018 verkündete Schlagzeuger Jeremy Spencer, dass er die Band nach 14 aktiven Jahren verlassen werde, da er sich physisch nicht mehr in der Lage sehe, weiter aktiv zu sein. Zuvor hatte er wegen einer Rückenoperation während der Co-Headliner-Tour mit Breaking Benjamin aussetzen müssen.
Mitte Oktober 2020 verließ Jason Hook die Formation. Nachdem er auf der letzten Europatour gesundheitsbedingt ausgefallen war, traf er diese Entscheidung. Ersatzmann Andy James wurde von 5FDP mit sofortiger Wirkung als Nachfolger benannt.

## Diskografie
Studioalben

| Jahr | Titel Musiklabel                                                                | Höchstplatzierung, Gesamtwochen, AuszeichnungChartplatzierungen (Jahr, Titel, Musiklabel, Platzierungen, Wochen, Auszeichnungen, Anmerkungen) | Höchstplatzierung, Gesamtwochen, AuszeichnungChartplatzierungen (Jahr, Titel, Musiklabel, Platzierungen, Wochen, Auszeichnungen, Anmerkungen) | Höchstplatzierung, Gesamtwochen, AuszeichnungChartplatzierungen (Jahr, Titel, Musiklabel, Platzierungen, Wochen, Auszeichnungen, Anmerkungen) | Höchstplatzierung, Gesamtwochen, AuszeichnungChartplatzierungen (Jahr, Titel, Musiklabel, Platzierungen, Wochen, Auszeichnungen, Anmerkungen) | Höchstplatzierung, Gesamtwochen, AuszeichnungChartplatzierungen (Jahr, Titel, Musiklabel, Platzierungen, Wochen, Auszeichnungen, Anmerkungen) | Höchstplatzierung, Gesamtwochen, AuszeichnungChartplatzierungen (Jahr, Titel, Musiklabel, Platzierungen, Wochen, Auszeichnungen, Anmerkungen) | Anmerkungen                                                    |
| Jahr | Titel Musiklabel                                                                | DE | AT | CH | UK | US | Rock | Anmerkungen                                                    |
| ---- | ------------------------------------------------------------------------------- | --- | --- | --- | --- | --- | --- | -------------------------------------------------------------- |
| 2007 | The Way of the Fist Prospect Park                                               | — | — | — | — | US107 Gold · (44 Wo.)US | — | Erstveröffentlichung: 31. Juli 2007 Verkäufe: + 540.000        |
| 2009 | War Is the Answer Prospect Park                                                 | — | — | — | UK64 Silber · (1 Wo.)UK | US7 Platin · (113 Wo.)US | Rock4 (80 Wo.)Rock | Erstveröffentlichung: 22. September 2009 Verkäufe: + 1.100.000 |
| 2011 | American Capitalist Prospect Park                                               | DE74 (1 Wo.)DE | — | — | UK57 Silber · (2 Wo.)UK | US3 Platin · (57 Wo.)US | Rock2 (49 Wo.)Rock | Erstveröffentlichung: 11. Oktober 2011 Verkäufe: + 1.100.000   |
| 2013 | The Wrong Side of Heaven and the Righteous Side of Hell, Volume 1 Prospect Park | DE4 (5 Wo.)DE | AT5 (5 Wo.)AT | CH34 (2 Wo.)CH | UK21 Gold · (3 Wo.)UK | US2 Platin · (27 Wo.)US | Rock1 (62 Wo.)Rock | Erstveröffentlichung: 30. Juli 2013 Verkäufe: + 1.147.500      |
| 2013 | The Wrong Side of Heaven and the Righteous Side of Hell, Volume 2 Prospect Park | DE13 (2 Wo.)DE | AT17 (2 Wo.)AT | CH81 (1 Wo.)CH | UK44 (1 Wo.)UK | US2 Gold · (102 Wo.)US | Rock1 (41 Wo.)Rock | Erstveröffentlichung: 19. November 2013 Verkäufe: + 540.000    |
| 2015 | Got Your Six Prospect Park                                                      | DE5 Gold · (6 Wo.)DE | AT5 (12 Wo.)AT | CH5 (6 Wo.)CH | UK6 Silber · (4 Wo.)UK | US2 Platin · (40 Wo.)US | Rock1 (71 Wo.)Rock | Erstveröffentlichung: 4. September 2015 Verkäufe: + 1.207.500  |
| 2018 | And Justice for None Prospect Park                                              | DE1 (15 Wo.)DE | AT1 (11 Wo.)AT | CH1 (14 Wo.)CH | UK7 (3 Wo.)UK | US4 Gold · (20 Wo.)US | Rock1 (27 Wo.)Rock | Erstveröffentlichung: 18. Mai 2018 Verkäufe: + 515.000         |
| 2020 | F8 Better Noise Music                                                           | DE2 (16 Wo.)DE | AT2 (11 Wo.)AT | CH4 (9 Wo.)CH | UK7 (2 Wo.)UK | US8 (4 Wo.)US | Rock2 (6 Wo.)Rock | Erstveröffentlichung: 28. Februar 2020 Verkäufe: + 50.000      |
| 2022 | AfterLife Better Noise Music                                                    | DE3 (10 Wo.)DE | AT3 (6 Wo.)AT | CH1 (5 Wo.)CH | UK19 (1 Wo.)UK | US10 (2 Wo.)US | Rock2 (2 Wo.)Rock | Erstveröffentlichung: 19. August 2022                          |

## Galerie

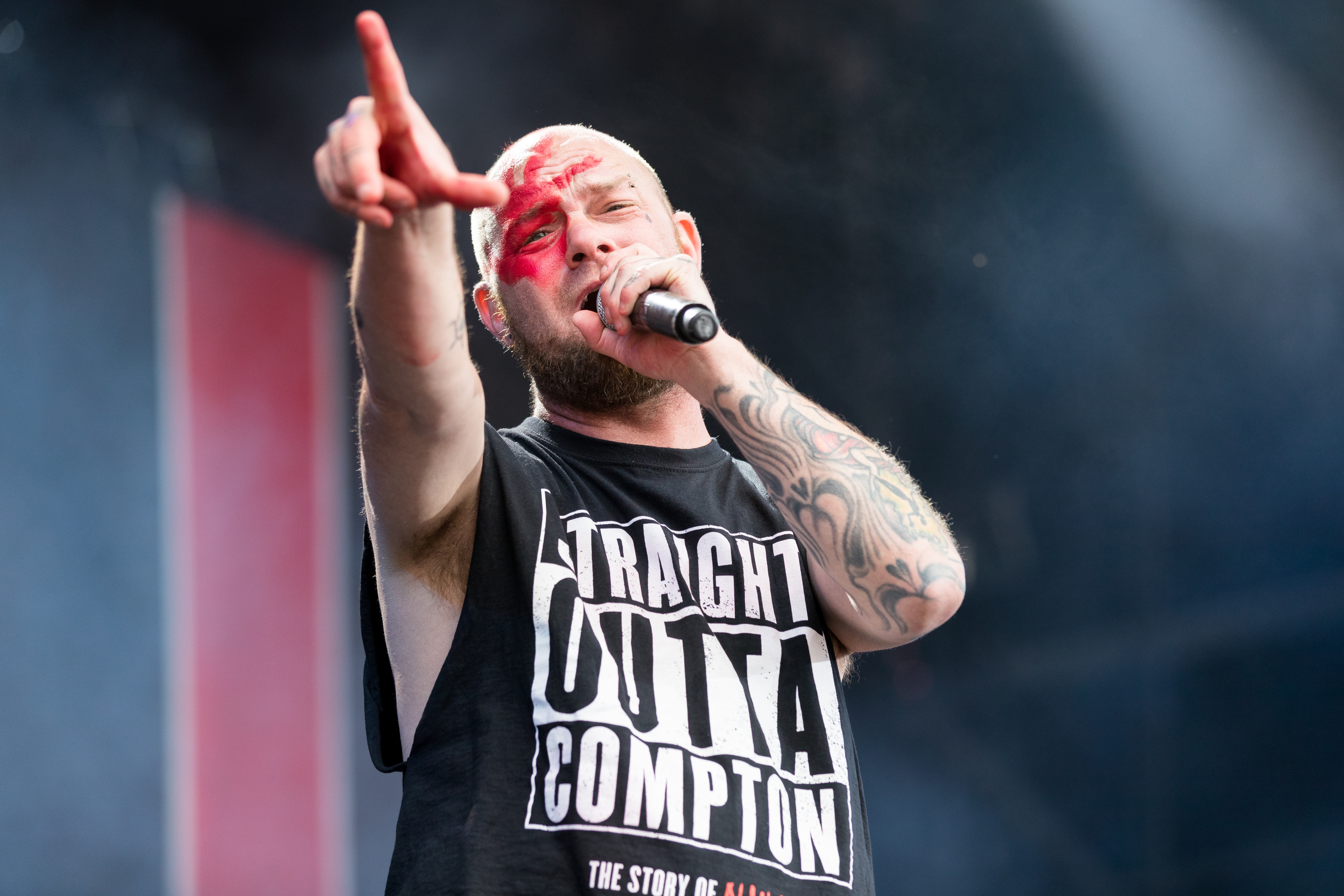
Ivan Moody (2017)
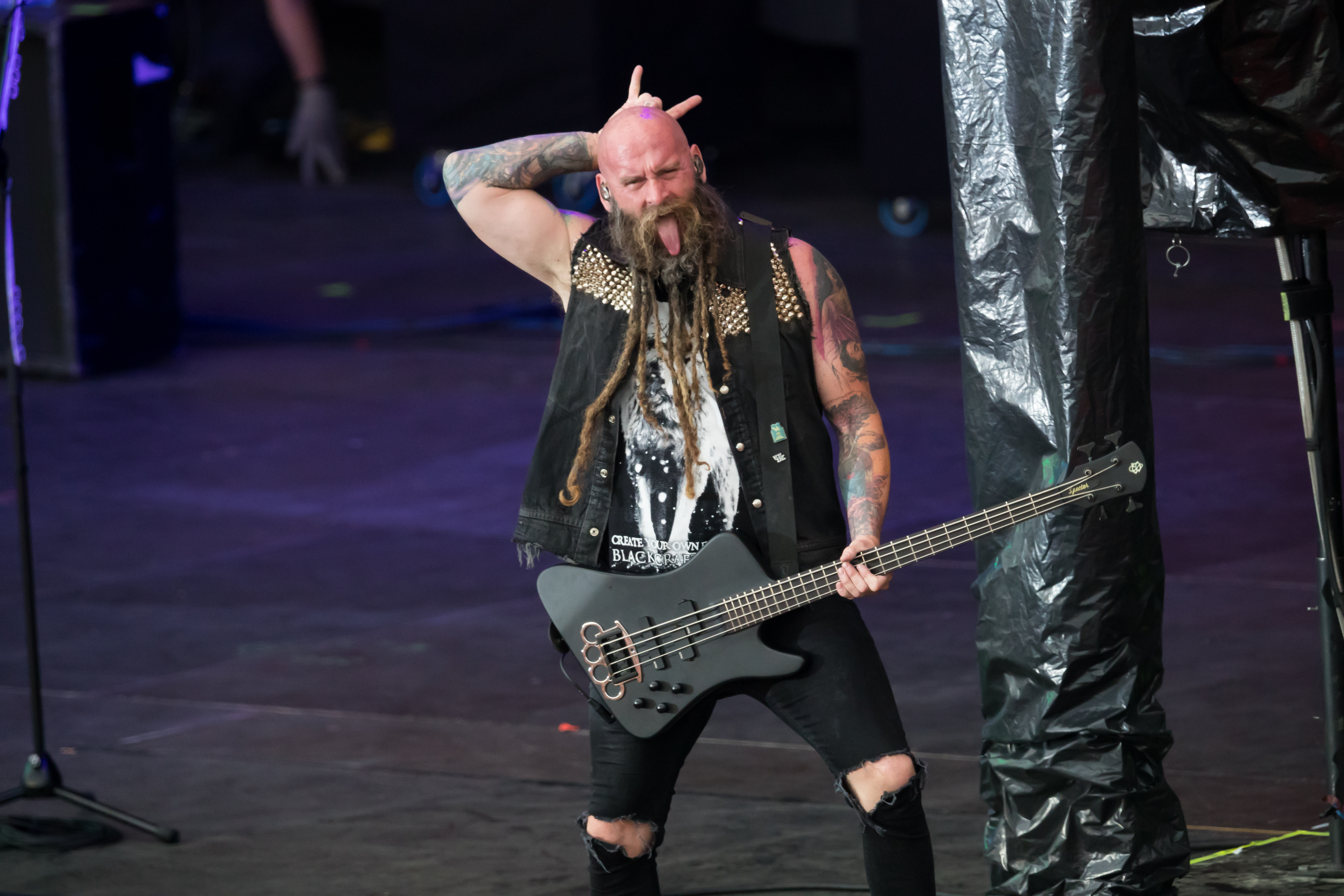
Chris Kael (2017)
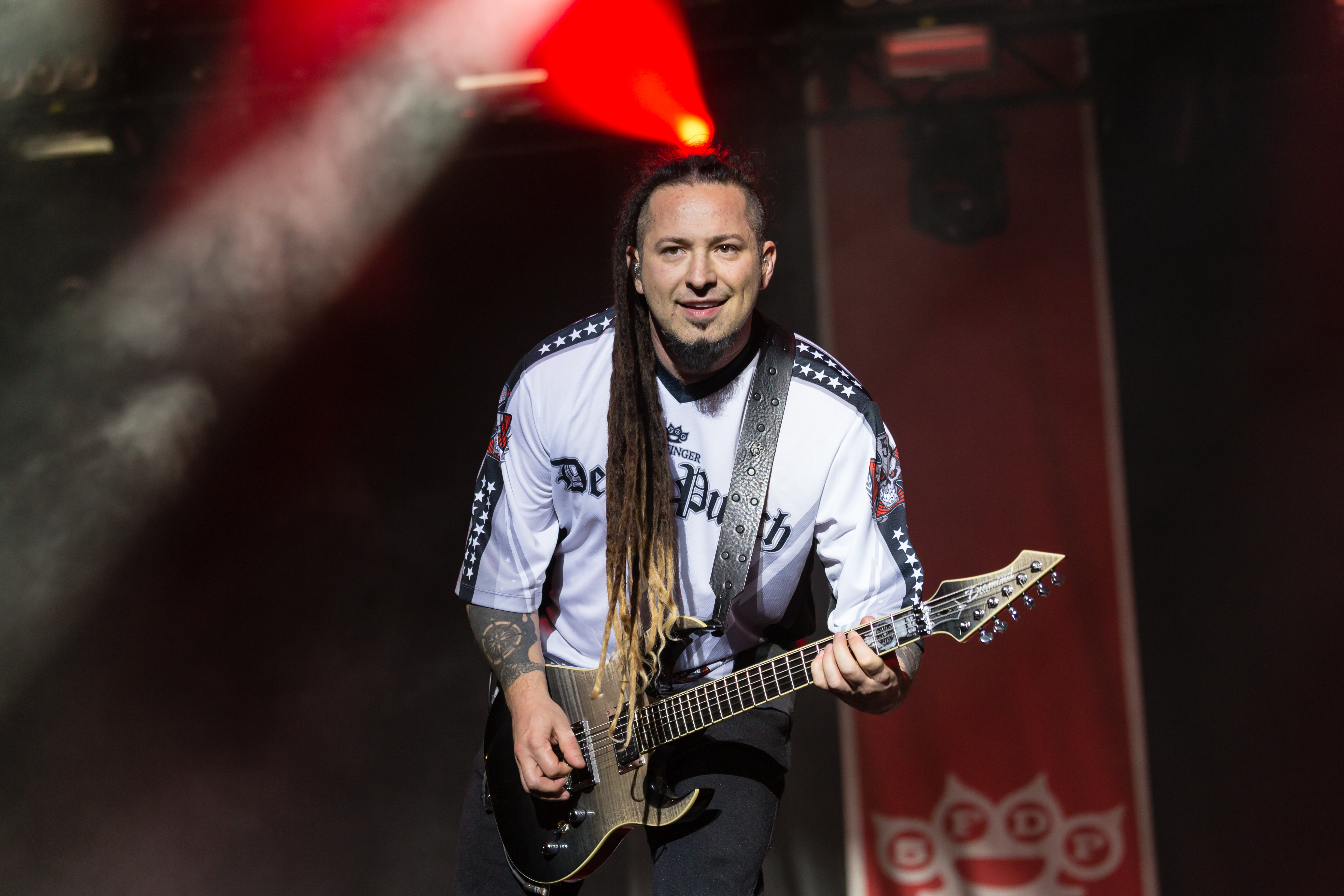
Zoltán Báthory (2017)
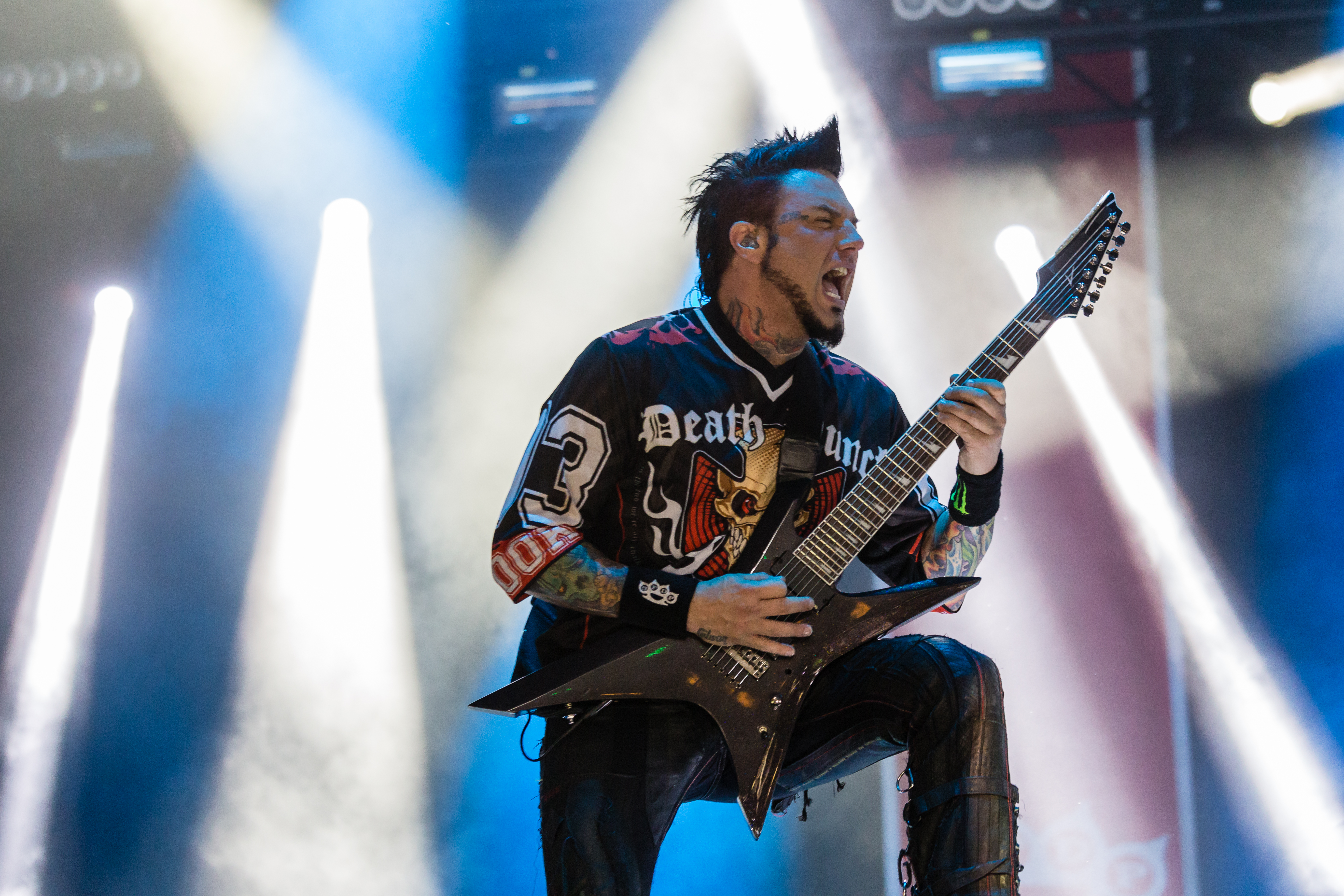
Jason Hook (2017)